# Sława (województwo zachodniopomorskie)
Sława (niem. Alt Schlage) – wieś w Polsce położona w województwie zachodniopomorskim, w powiecie świdwińskim, w gminie Świdwin.
Przy zachodniej części wsi płynie rzeka Rega.
W Sławie znajduje się zabytkowy kościół filialny pw. Matki Boskiej Różańcowej z XVIII wieku o budowie szachulcowej. Na wieży kościoła znajduje się dzwon z 1573 wykonany przez stargardzkiego ludwisarza Joachima Karstede.